# George V Land

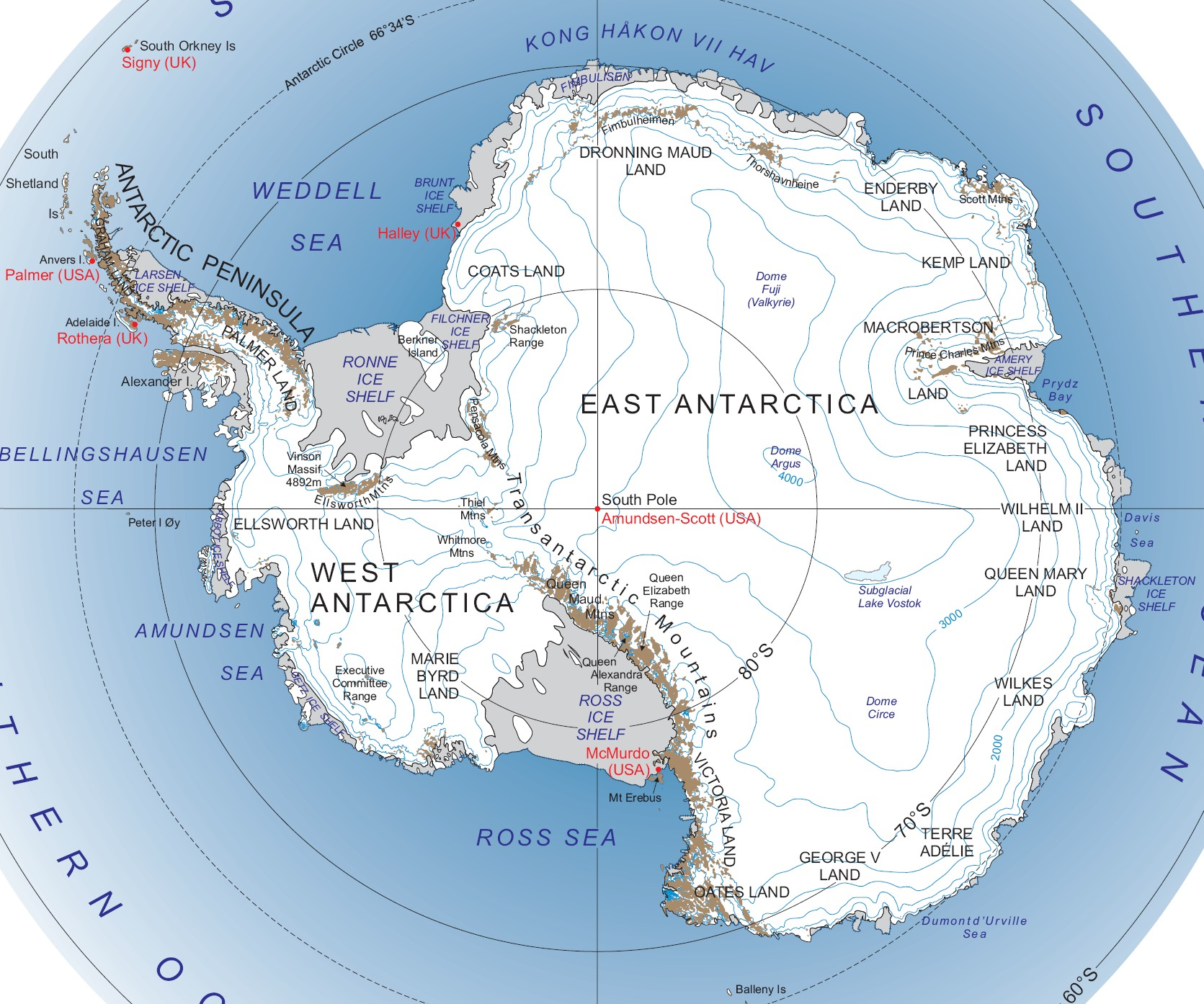
Lägeskarta, George V Land längst ned på kartan.

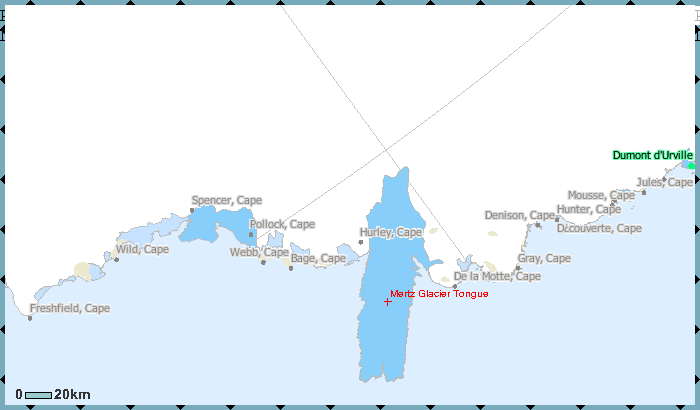
Översiktskarta över George V Land med Mertz-glaciären utmärkt.

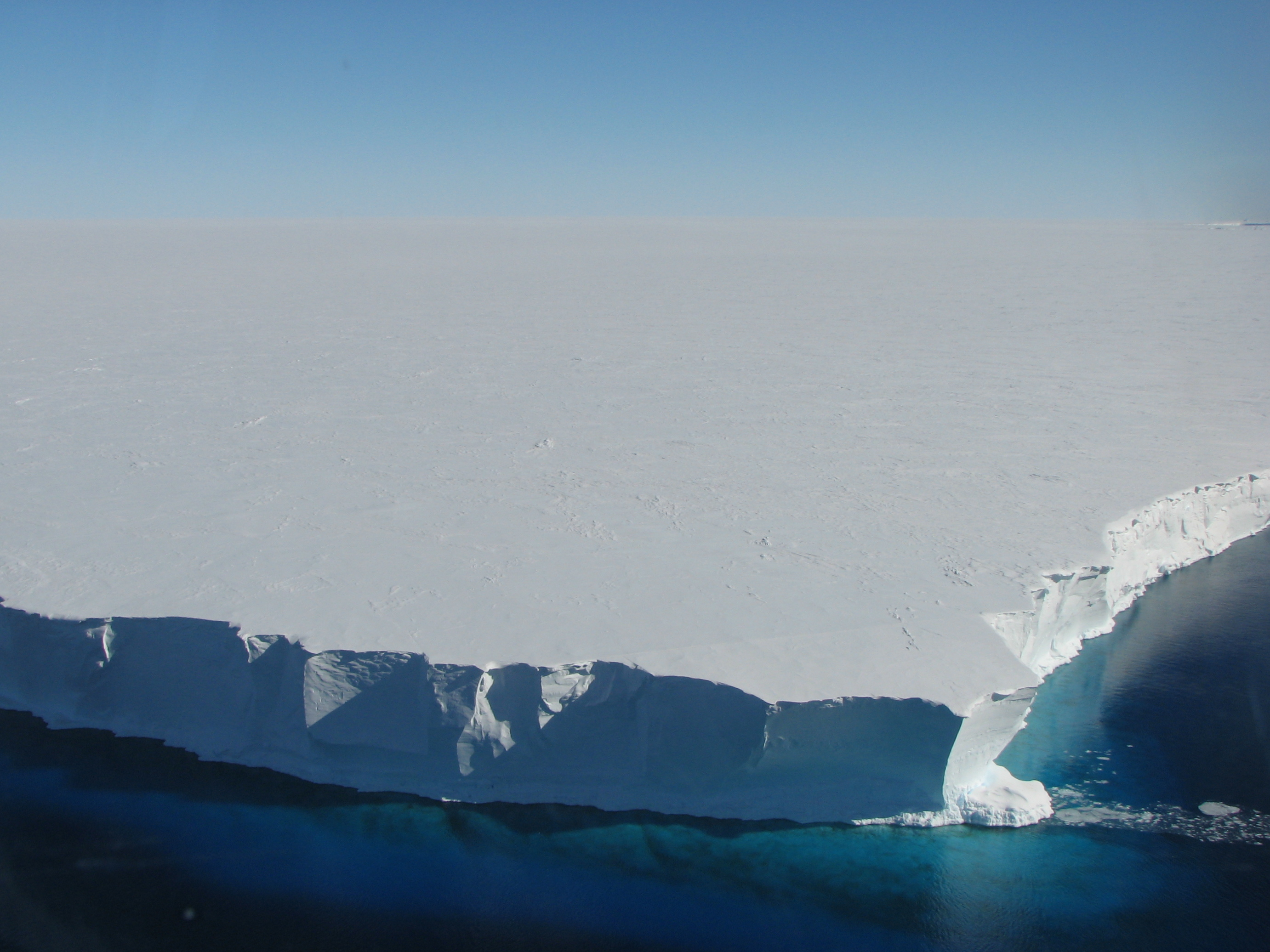
Mertz glaciären.

George V Land (engelska: King George V Land och King George V Coast) är ett landområde i östra Antarktis.

## Geografi
George V Land ligger i Östantarktis mellan Oates Land och Adélieland. Området ligger direkt vid Antarktiska oceanen mellan Cape Alden och Cape Hudson. Kusten är cirka 400 km lång och området sträcker sig mellan cirka 142° Ö till 155° Ö.
Området är småkuperad med några berg i söder. Det finns även en rad glaciärer, de största är Ninnis-glaciären och Mertz-glaciären.
Områdets ligger inom Australiska Antarktis (Australiens Landanspråk på Antarktis).

## Historia
George V Lands kust utforskades åren 1911–1914 av den första Australiska Antarktisexpeditionen under ledning av Douglas Mawson och namngavs då efter kung Georg V av Storbritannien.
1947 fastställdes det nuvarande namnet av amerikanska "Advisory Committee on Antarctic Names" (US-ACAN, en enhet inom United States Geological Survey).